# Arctocyonidae
De Arctocyonidae zijn een familie van primitieve, uitgestorven hoefdieren die behoren tot de orde Condylarthra. Ze worden beschouwd als de voorouders van de moderne evenhoevigen en de vleesetende Mesonychia. In de loop van het Eoceen werd deze groep verdrongen door meer ontwikkelde zoogdiergroepen. 

## Evolutie
De arctocyoniden waren de eerste condylarthren die zich ontwikkelden. Protungulatum is een van de oudst bekende soorten en dit diertje leefde gedurende het Laat-Krijt en Vroeg-Paleoceen in Noord-Amerika. De ratachtige Protungulatum was al in het bezit van tanden die al min of meer waren aangepast aan het eten van fruit en zachte bladeren. Insecten en andere kleine dieren vormden echter het hoofdvoedsel. Door het massale uitsterven van 65 miljoen jaar geleden kwamen verschillende niches vrij en de uit de arctocyoniden ontwikkelden zich condylarthen die aangepast waren aan een herbivoor bestaan. De arctocyoniden bleven zelf nog enkele miljoenen jaren bestaan en behielden hun omnivore voedselpatroon. Wel namen ze in grootte toe en de arctocyoniden waren daardoor in staat grotere prooidieren te vangen. Ze werden echter nooit gespecialiseerde roofdieren. 
In de jaren negentig van de twintigste eeuw is een verwant van Chriacus gevonden die aangepast was aan het rennen, wat blijkt uit de lichaamsbouw. Deze vondst ondersteunt de hypothese dat de arctocyoniden de voorlopers zijn van de evenhoevigen, aangezien er grote gelijkenis is tussen de nieuwe soort en de primitieve evenhoevige Diacodexis.
De arctocyoniden hadden hun bloeitijd in Noord-Amerika in het Puercan, Torrejonian en Tiffanian. Daarna waren ze minder divers en slechts een beperkt aantal geslachten is bekend uit het Eoceen. Thryptacodon uit het Vroeg-Bridgerian is de laatst bekende arctocyonide. In Europa verdween de groep eveneens in het Vroeg-Eoceen met Landenodon uit het Belgische Dormaal als laatst bekende geslacht.

## Indeling
- Familie Arctocyonidae
  - Onderfamilie Arctocyoninae
  - Onderfamilie Chriacinae
  - Onderfamilie Loxolophinae
  - Onderfamilie Oxyclaeninae
    - NB: Soms worden enkele soorten (o.a. Kopidodon macrognathus) uit de Oxyclaeninae als een zelfstandige familie, de Paroxyclaenidae, binnen de Pantolesta geplaatst.